# Usawan
Usawan es un pueblo y nagar Panchayat situado en el distrito de Badaun en el estado de Uttar Pradesh (India). Su población es de 13327 habitantes (2011). 

## Demografía
Según el  censo de 2001 la población de Usawan era de 10709 habitantes, de los cuales el 53% eran hombres y el 47% eran mujeres. Usawan tiene una tasa media de alfabetización del 41%, inferior a la media nacional del 59,5%: la alfabetización masculina es del 50%, y la alfabetización femenina del 30%.